# Castelfranco in Miscano
Castelfranco in Miscano község (comune) Olaszország Campania régiójában, Benevento megyében.

## Fekvése
A megye keleti részén fekszik, 90 km-re északkeletre Nápolytól, 30 km-re északkeletre a megyeszékhelytől. Határai: Ariano Irpino, Faeto, Ginestra degli Schiavoni, Greci, Montecalvo Irpino, Montefalcone di Val Fortore és Roseto Valfortore.

Castelfranco in Miscano község Benevento megyén belül

## Története
Nevét a „franchigia” szóból eredeztetik, amelynek jelentése adókedvezmény, közterhek fizetése alóli mentesség. Miscano a települést átszelő folyó neve. A település eredetéről és alapításáról nem maradtak fenn régészeti emlékek. Első írásos emléke 1342-ből származik. A középkor során a település előbb a Montefalcone, majd a Caracciolo, Sangro és Sanseverino nemesi családok birtoka volt. A 19. században nyerte el önállóságát, amikor a Nápolyi Királyságban felszámolták a feudalizmust.

## Népessége
A népesség számának alakulása:

## Főbb látnivalói
Fő nevezetessége a 15. századi Santa Maria delle Grazie-templom és -kolostor, amelyet az 1980-as földrengés súlyosan megrongált, de eredeti állapotában helyreállították. A kolostor épületében ma a városháza működik.

## Galéria

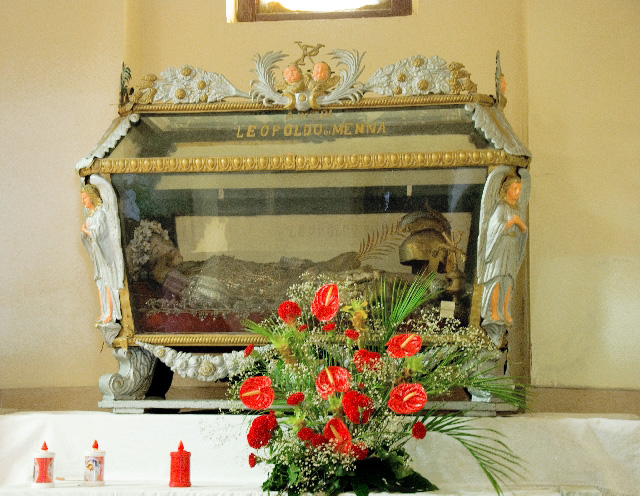
Chiesa di San Rocco
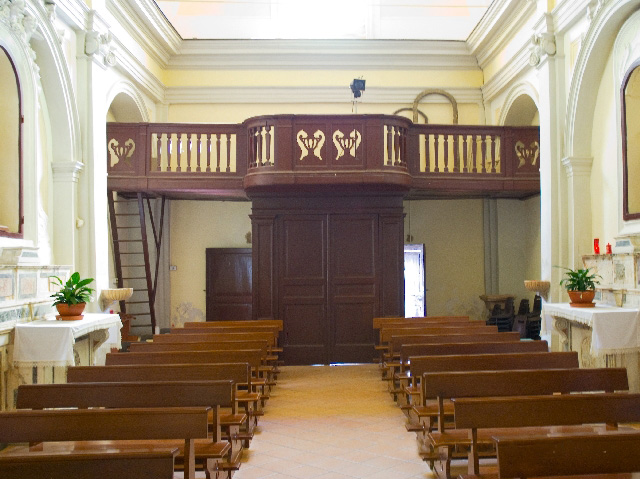
Chiesa di San Rocco
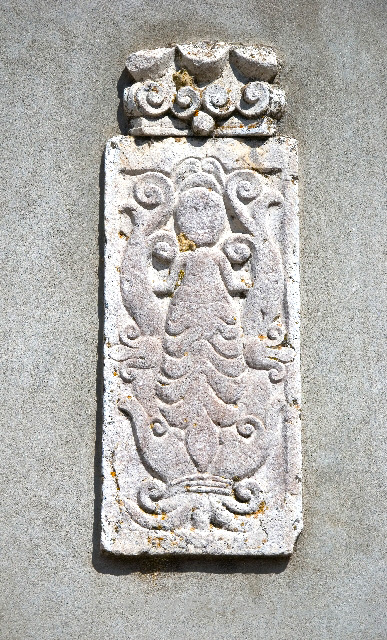
Óváros
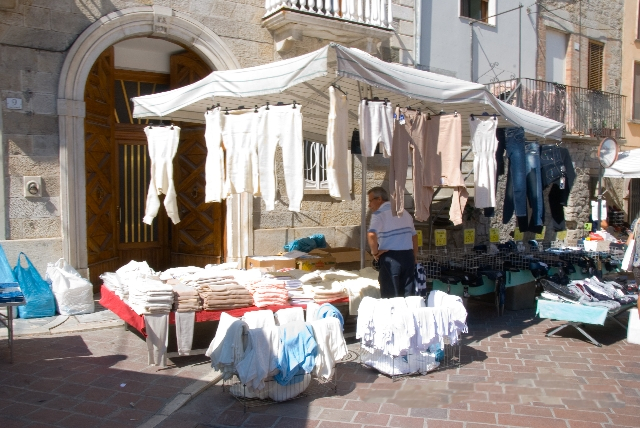
A vásár